# ジャパンブリーディングファームズカップ
ジャパンブリーディングファームズカップ（Japan Breeding Farms' Cup）は、日本のJBC実行委員会が中心となって開催する競馬の持ち回り開催による統一グレード競走デー。略称はJBC。ただし、JBC実行委員会では告知・宣伝など一貫して「JBC」を用いており、「ジャパンブリーディングファームズカップ」の名称が使われることはない。この名称は「JBC」の略号を使い続けるための名目的なものである（事情は後述）。

## 概要
1984年から開催されているアメリカのブリーダーズカップを参考に生産者が企画・運営するダート競馬の祭典として、2001年に創設。複数の統一JpnI競走が原則として同一日（2006年の第6回のみ2日間）に施行される。
当初はジャパンブリーダーズカップ（略称JBC）という名称で開催する予定だった（競走名はジャパンブリーダーズカップ・クラシックとジャパンブリーダーズカップ・スプリント）が、アメリカのブリーダーズカップ協会からクレームが来たため、ジャパンブリーダーズカップは使うことができなくなった。その結果、JBCの名称およびロゴは変更せずJBCの意味するものをジャパンブリーディングファームズカップとした。それぞれの競走はJBCクラシックとJBCスプリントが正式名称となった。以後、従来は略称であったJBCを告知・宣伝などで用いている。なお、地方競馬情報サイト英語版においては、JBCの説明として、Japan Breeding Farms' Cupの表記がなされている。　
基本的にはアメリカのブリーダーズカップと同じく全国の競馬場を毎年持ち回り開催とする方針で、2001年の第1回は大井競馬場で開催された。原則的に中央競馬（JRA）の競馬場に属さない地方競馬の競馬場で開催されるが、2018年は中央競馬の京都競馬場で開催された。
2005年の第5回（名古屋競馬場）、2006年の第6回（川崎競馬場）はフサイチの冠名の競走馬を多数保有してきた関口房朗が代表を務める株式会社FDOが協賛した。第5回は「フサイチネットJBC」として開催されている。
賞金は当年の主催者、日本中央競馬会（JRA）、一般社団法人ジャパンブリーダーズカップ協会（JBC協会）の3者が拠出している。また「生産牧場賞」と「種牡馬登録者賞」があり、JBC協会から賞金の5パーセントに相当する額が該当者に支給される。2010年の第10回は優勝馬の騎手にチャンピオンリングが贈呈された。
開催競馬場は、前年（2014年の開催なら2013年）に開かれるJBC実行委員会で決定する。

### 施行競走
創設当初はJBCスプリントとJBCクラシックの2つのJpnI競走が施行されていた。2011年（第11回）よりダート牝馬路線の重賞競走としてJBCレディスクラシック（3歳以上牝馬限定、施行距離は基本ダート1800m、1着賞金4000万円以上）が新設された。ダートグレード競走としての格付けは新設から2012年まで付与されず、2013年よりJpnIに新規格付けされ、日本の競馬では初めて同日に3つのJpnI競走が施行される。また2020年より北海道2歳優駿を発展させJBC2歳優駿（JpnIII）を新設、JBC競走として2歳馬の競走を実施することとなった。2020年からのJBC2歳優駿はJpnIの3競走とは別に門別競馬場で行われ、同日に2場で開催される（後述）。
基本的に、JBCスプリントはダート1200m、JBCクラシックはダート2000m、JBCレディスクラシックはダート1800mで施行されるが、持ち回り開催が故に競馬場の形態により基本コースが合わず、基本距離から前後して開催する場合もある（詳しくは下記の表を参照）。2006年の第6回ではJBCスプリントにおいて、距離が1600mとなることから名称をJBCマイルとした。

### 勝ち馬投票券の購入
インターネット投票の楽天競馬、SPAT4、オッズパークのほか、日本中央競馬会の即PAT、IPATに加え、全国の主たる地方競馬場を含む地方競馬の馬券発売施設における窓口投票も実施されている。

## テレビ中継
（2020年度）
- 地上デジタル放送　東京メトロポリタンテレビジョン（東京都ローカル）「東京シティ競馬中継」
- 無料BS放送　BSフジ
- 有料BS放送　グリーンチャンネル「グリーンチャンネル地方競馬中継」
- 有料CS放送　南関東地方競馬チャンネル・地方競馬ナイン（いずれも当日に限り無料生放送）
- インターネット動画配信コンテンツサービス　DAZN、地方競馬ライブ、南関東4競馬場公式サイト、楽天競馬（投票会員のみ閲覧可能）、ニコニコ生放送「ニコニコ競馬チャンネル」

※南関東地方競馬チャンネル、地方競馬ナイン、ネット動画コンテンツは同内容で配信

## 開催の経緯

### 米国ブリーダーズカップ創設の背景
北米では1970年代から1980年代にかけてサラブレッド市場が拡大期に入り、生後数ヶ月の幼駒や数回出走しただけの2歳馬が高値で取引されたり、将来の繁殖馬候補としてシンジケートが組まれるなど、生産者だけのマネーゲームの様相を呈していた。その一方で、各競馬場は入場者数や発売額が伸び悩み、大衆の支持を失いつつあった。このことは生産者にも危機感として現れることとなった。競馬は直接・間接的に関与している大衆の支持（興行収入=賭けとしての参加）によって支えられているものであり、その大衆から見放されてしまえば、どんなに高価な馬であっても、その必要がなくなってしまうからである。「沈滞した競馬を救うために生産者も何かをしなければならない」という発想が、生産者自ら発案し主導するレースである「ブリーダーズカップ」創設の原点となった。

### JBCの創設
ブリーダーズカップ創設時の北米と全く同様には至っていなかったものの、日本の生産者もまた危機感を抱えていた。日本では競走馬の供給先として中央競馬のほかに地方競馬があるが、一時期には多くの地方競馬が経営不振に陥り、存廃が議論されるようになった。また、賞金の減額によって馬の価格が低下したり、売れ残りが発生する現状は既に生産者にも打撃を与えており、生産者として抱いている競馬の現状に対する危機感や、自ら立ち上がるべきという決意は、北米とも共通するものがある。
生産者の発案・主導によるレースを創設し、競馬を幅広い層にアピールし大衆の娯楽、スポーツとしての支持を集めるという思想に基き、とくに地方競馬の窮状を打開することによって日本競馬全体の発展を図る意味合いから、主に地方競馬で行われているダート競走において「チャンピオンデー」を設けることとして計画が進められ、ダートの選手権距離である2000mで行う「JBCクラシック」、優秀馬の生産に不可欠な要素であるスピード能力を問うため1200mで行う「JBCスプリント」の2競走が、2001年に創設された。

## 開催競馬場の変遷
- 走路はすべてダートコース。
- 2003年の第3回JBCスプリントは大井競馬場のスタンド改修工事に伴い、ゴール板が10m手前に移動したため。
- 2006年の第6回は2日間開催とし11月2日にナイター（スパーキングナイター）で「JBCマイル」、3日は昼間開催で「JBCクラシック」を開催。

| 回 | 施行日           | 共催団体                                                  | 競馬場 | 開催形態          | 施行距離       | 施行距離            | 施行距離                | 施行距離    |
| 回 | 施行日           | 共催団体                                                  | 競馬場 | 開催形態          | JBC クラシック | JBC スプリント      | JBC レディス クラシック | JBC 2歳優駿 |
| -- | ---------------- | --------------------------------------------------------- | ------ | ----------------- | -------------- | ------------------- | ----------------------- | ----------- |
| 1  | 2001年10月31日   | JBC実行委員会 特別区競馬組合                              | 大井   | ナイター          | 2000m          | 1200m               |                         |             |
| 2  | 2002年11月4日    | JBC実行委員会 岩手県競馬組合                              | 盛岡   | 昼間開催          | 2000m          | 1200m               |                         |             |
| 3  | 2003年11月3日    | JBC実行委員会 特別区競馬組合                              | 大井   | 薄暮開催          | 2000m          | 1190m               |                         |             |
| 4  | 2004年11月3日    | JBC実行委員会 特別区競馬組合                              | 大井   | ナイター          | 2000m          | 1200m               |                         |             |
| 5  | 2005年11月3日    | JBC実行委員会 愛知県競馬組合 冠協賛：フサイチネット       | 名古屋 | 昼間開催          | 1900m          | 1400m               |                         |             |
| 6  | 2006年11月2・3日 | JBC実行委員会 神奈川県川崎競馬組合 冠協賛：フサイチネット | 川崎   | ナイター 昼間開催 | 2100m          | 1600m （JBCマイル） |                         |             |
| 7  | 2007年10月31日   | JBC実行委員会 特別区競馬組合                              | 大井   | ナイター          | 2000m          | 1200m               |                         |             |
| 8  | 2008年11月3日    | JBC実行委員会 兵庫県競馬組合                              | 園田   | 昼間開催          | 1870m          | 1400m               |                         |             |
| 9  | 2009年11月3日    | JBC実行委員会 愛知県競馬組合                              | 名古屋 | 昼間開催          | 1900m          | 1400m               |                         |             |
| 10 | 2010年11月3日    | JBC実行委員会 千葉県競馬組合                              | 船橋   | 昼間開催          | 1800m          | 1000m               |                         |             |
| 11 | 2011年11月3日    | JBC実行委員会 特別区競馬組合                              | 大井   | ナイター          | 2000m          | 1200m               | 1800m                   |             |
| 12 | 2012年11月5日    | JBC実行委員会 神奈川県川崎競馬組合                        | 川崎   | ナイター          | 2100m          | 1400m               | 1600m                   |             |
| 13 | 2013年11月4日    | JBC実行委員会 石川県競馬事業局                            | 金沢   | 昼間開催          | 2100m          | 1400m               | 1500m                   |             |
| 14 | 2014年11月3日    | JBC実行委員会 岩手県競馬組合                              | 盛岡   | 昼間開催          | 2000m          | 1200m               | 1800m                   |             |
| 15 | 2015年11月3日    | JBC実行委員会 特別区競馬組合                              | 大井   | 昼間開催          | 2000m          | 1200m               | 1800m                   |             |
| 16 | 2016年11月3日    | JBC実行委員会 神奈川県川崎競馬組合                        | 川崎   | 昼間開催          | 2100m          | 1400m               | 1600m                   |             |
| 17 | 2017年11月3日    | JBC実行委員会 特別区競馬組合                              | 大井   | 薄暮開催          | 2000m          | 1200m               | 1800m                   |             |
| 18 | 2018年11月4日    | JBC実行委員会 日本中央競馬会                              | 京都   | 昼間開催          | 1900m          | 1200m               | 1800m                   |             |
| 19 | 2019年11月4日    | JBC実行委員会 埼玉県浦和競馬組合                          | 浦和   | 昼間開催          | 2000m          | 1400m               | 1400m                   |             |
| 20 | 2020年11月3日    | JBC実行委員会 特別区競馬組合                              | 大井   | 薄暮開催          | 2000m          | 1200m               | 1800m                   | 門別1800m   |
| 20 | 2020年11月3日    | JBC実行委員会 ホッカイドウ競馬                            | 門別   | 薄暮開催          | -              | -                   | -                       | 門別1800m   |
| 21 | 2021年11月3日    | JBC実行委員会 石川県競馬事業局                            | 金沢   | 昼間開催          | 2100m          | 1400m               | 1500m                   | 門別1800m   |
| 21 | 2021年11月3日    | JBC実行委員会 ホッカイドウ競馬                            | 門別   | 昼間開催          | -              | -                   | -                       | 門別1800m   |
| 22 | 2022年11月3日    | JBC実行委員会 岩手県競馬組合                              | 盛岡   | 薄暮開催          | 2000m          | 1200m               | 1800m                   | 門別1800m   |
| 22 | 2022年11月3日    | JBC実行委員会 ホッカイドウ競馬                            | 門別   | 薄暮開催          | -              | -                   | -                       | 門別1800m   |
| 23 | 2023年11月3日    | JBC実行委員会 特別区競馬組合                              | 大井   | 昼間開催          | 2000m          | 1200m               | 1800m                   | 門別1800m   |
| 23 | 2023年11月3日    | JBC実行委員会 ホッカイドウ競馬                            | 門別   | 昼間開催          | -              | -                   | -                       | 門別1800m   |
| 24 | 2024年11月4日    | JBC実行委員会 佐賀県競馬組合                              | 佐賀   | 薄暮開催          | 2000m          | 1400m               | 1860m                   | 門別1800m   |
| 24 | 2024年11月4日    | JBC実行委員会 ホッカイドウ競馬                            | 門別   | 薄暮開催          | -              | -                   | -                       | 門別1800m   |
| 25 | 2025年11月3日    | JBC実行委員会 千葉県競馬組合                              | 船橋   | 薄暮開催          | 1800m          | 1000m               | 1800m                   | 門別1800m   |
| 25 | 2025年11月3日    | JBC実行委員会 ホッカイドウ競馬                            | 門別   | 薄暮開催          | -              | -                   | -                       | 門別1800m   |
| 26 | 2026年11月3日    | JBC実行委員会 石川県競馬事業局                            | 金沢   | 未定              | 2100m          | 1400m               | 1500m                   | 門別1800m   |
| 26 | 2026年11月3日    | JBC実行委員会 ホッカイドウ競馬                            | 門別   | 未定              | -              | -                   | -                       | 門別1800m   |

### アンダーカード
JBC当日は注目を集めるために、JBCの他にも重賞が組まれる（ただしJRAでの開催時を除く）。以下は主なアンダーカードとして行われた競走を挙げる。
- 距離欄に記載があるものを除き、走路はすべてダートコース。
- 出走資格はすべてサラブレッド系。

| 回 | 競馬場 | 競走名                      | 格               | 距離    | 出走資格                                    |
| -- | ------ | --------------------------- | ---------------- | ------- | ------------------------------------------- |
| 1  | 大井   | 武蔵野オープン              | オープン特別競走 | 1600m   | 3歳以上                                     |
| 2  | 盛岡   | 第3回オパールカップ         | 重賞             | 芝1700m | 3歳・地方全国交流                           |
| 3  | 大井   | '03TCKディスタフ            | 準重賞           | 1800m   | 3歳以上牝馬・地方全国交流                   |
| 4  | 大井   | 第1回TCKディスタフ          | G3               | 1800m   | 3歳以上牝馬・地方全国交流                   |
| 5  | 名古屋 | 第44回ゴールドウィング賞    | SPI              | 1600m   | 2歳                                         |
| 6  | 川崎   | 第17回ロジータ記念          | G2               | 2100m   | 3歳牝馬                                     |
| 6  | 川崎   | 第6回ローレル賞             | G3               | 1600m   | 2歳牝馬                                     |
| 7  | 大井   | 第4回TCKディスタフ          | SIII             | 1800m   | 3歳以上牝馬・地方全国交流                   |
| 8  | 園田   | 第47回楠賞                  | 重賞1            | 1700m   | 3歳                                         |
| 8  | 園田   | 第5回兵庫クイーンカップ     | 重賞1            | 1700m   | 3歳以上牝馬・北陸・東海・近畿・中国地区交流 |
| 9  | 名古屋 | 第48回ゴールドウィング賞    | SPI              | 1600m   | 2歳                                         |
| 10 | 船橋   | 第56回平和賞                | SIII             | 1600m   | 2歳・地方全国交流                           |
| 12 | 川崎   | 第12回ローレル賞            | SIII             | 1600m   | 2歳牝馬・地方全国交流                       |
| 13 | 金沢   | 第1回百万石ジュニアカップ   | 重賞             | 1500m   | 2歳                                         |
| 14 | 盛岡   | 第46回不来方賞              | 重賞             | 2000m   | 3歳                                         |
| 14 | 盛岡   | 秋嶺賞                      | オープン特別競走 | 芝1700m | 3歳以上                                     |
| 16 | 川崎   | 第16回ローレル賞            | SIII             | 1600m   | 2歳牝馬・地方全国交流                       |
| 20 | 門別   | 第8回ブロッサムカップ       | H3               | 1700m   | 2歳牝馬・地方全国交流                       |
| 22 | 盛岡   | 第24回ジュニアグランプリ    | M1               | 芝1600m | 2歳                                         |
| 22 | 盛岡   | 第24回岩手県知事杯OROカップ | M1               | 芝1700m | 3歳以上                                     |
| 24 | 佐賀   | 第2回ネクストスター佐賀     | 重賞             | 1400m   | 2歳                                         |
| 24 | 佐賀   | 2024九州産グランプリ        | 重賞             | 1800m   | 3歳以上・地方全国交流・九州産馬限定         |
| 25 | 門別   | 北海道2歳スプリント         | 重賞             | 1200m   | 2歳・地方全国交流                           |

## JBCの前哨戦
JBCの前哨戦は大きくトライアル競走である「Road to JBC」とJBC指定競走の2本立てで構成され、出走馬は上記JBC3レースの出走権をかけて争う。

### Road to JBC（トライアル競走）
以下に示した競走の当該年度優勝馬には、所属を問わず表記の競走に対する優先出走権が与えられる。
2024年の対象競走は以下の通り。
| 競走                           | 格付   | 競馬場 | 距離  | 優先出走権付与対象競走           | 備考            |
| ------------------------------ | ------ | ------ | ----- | -------------------------------- | --------------- |
| 日本テレビ盃                   | JpnII  | 船橋   | 1800m | JBCクラシック                    |                 |
| ジャパンダートクラシック       | JpnI   | 大井   | 2000m | JBCクラシック                    | 3歳牡馬牝馬限定 |
| 東京盃                         | JpnII  | 大井   | 1200m | JBCスプリント                    |                 |
| レディスプレリュード           | JpnII  | 大井   | 1800m | JBCレディスクラシック            |                 |
| マリーンカップ                 | JpnIII | 船橋   | 1800m | JBCレディスクラシック            | 3歳牝馬限定     |
| マイルチャンピオンシップ南部杯 | JpnI   | 盛岡   | 1600m | JBCクラシックまたはJBCスプリント |                 |

※コースはすべてダート。

### JBC指定競走
地方競馬各地区の有力馬を選定するための指標となる競走として指定されており、優勝馬への優先出走権はないものの、選定にあたってその成績が重要視される。
2024年の対象競走は以下の通り。
| 競走                         | 競馬場 | 距離  | ノミネート対象競走               | 備考 |
| ---------------------------- | ------ | ----- | -------------------------------- | ---- |
| 東京記念                     | 大井   | 2400m | JBCクラシック                    |      |
| 鳥栖大賞                     | 佐賀   | 2000m | JBCクラシック                    |      |
| 珊瑚冠賞                     | 高知   | 1900m | JBCクラシック                    |      |
| オータムカップ               | 笠松   | 1900m | JBCクラシック                    |      |
| アフター5スター賞            | 大井   | 1200m | JBCスプリント                    |      |
| ウポポイオータムスプリント   | 門別   | 1200m | JBCスプリント                    |      |
| 青藍賞                       | 水沢   | 1600m | JBCクラシックまたはJBCスプリント |      |
| 姫山菊花賞                   | 園田   | 1700m | JBCクラシックまたはJBCスプリント |      |
| ビューチフルドリーマーカップ | 盛岡   | 2000m | JBCレディスクラシック            |      |
| 秋桜賞                       | 名古屋 | 1700m | JBCレディスクラシック            |      |
| ゴールドジュニア             | 大井   | 1400m | JBC2歳優駿                       |      |
| 兵庫ジュベナイルカップ       | 園田   | 1400m | JBC2歳優駿                       |      |
| サンライズカップ             | 門別   | 1800m | JBC2歳優駿                       |      |
| 鎌倉記念                     | 川崎   | 1600m | JBC2歳優駿                       |      |

※コースはすべてダート。

## 2007年の開催における騒動
- 2007年3月12日、大井競馬場の現役外国馬の導入決定に反発する形でJBC実行委員会は2007年に予定されていた大井のJBC関連の支援中止を決定、JBC関連の名称・ロゴの使用を認めないという態度を取っていると報道された[31]。特別区競馬組合もJBC協会に対する対抗措置を検討するも、その後4月19日に開催されたJBC特別委員会において、従前どおり第7回JBCとして実施することになった[32]。
- さらに8月に発生した馬インフルエンザの影響でダービーグランプリと日本テレビ盃がダートグレードの格付け取消により優先出走権が消滅したほか、青藍賞（水沢競馬場）、オータムカップ（笠松競馬場）が当初の交流範囲で実施されなかったため指定競走として取り扱わないことになった[33]。

## 中央競馬での開催
2018年の第18回は開催地として、JRAの京都競馬場が選ばれた。JRAの競馬場での開催は創設以来初のことで、理由として「JBCの魅力をより広く、多くのファンに伝えるため、訴求力の高いJRAの競馬場で実施を要請するべき」としており、全国公営競馬主催者協議会がJBC実行委員会に提案、JBC実行委員会も「JBCの発展に寄与する提案」と判断しJRAに要請した結果、JRAも「ダートグレード競走の魅力を知っていただく契機になる」と要請を受諾し主催した。なお、2018年については、JRAでの開催となったため、「農林水産大臣賞典」ではなく、「農林水産省賞典」として行われていた。
なお、中央競馬においては2010年以降、新設重賞を除く全ての平地重賞競走が国際競走として国際格付番組企画諮問委員会（IRPAC）の承認を受けたグレード（G1～G3）を付与しており、IRPACの認定を受けていない独自グレードであるJpn1～Jpn3を付与した重賞競走が開催されなくなってから久しく、2018年のJBC3競走（Jpn1）の開催時は番組表など一部刊行物・公式ウェブサイトを除き競馬場・ウインズ等での掲示物・場内放送・映像においてグレードの表記をせず「Jpn1（ジーワン）」といった案内や呼称も行われなかった。

## 世界的な競馬イベント同日複数重賞競走
- ペガサスワールドカップデー - アメリカにおいてペガサスワールドカップを含む1日で7つの重賞競走を実施。時期は1月下旬。
- サウジカップデー - サウジアラビアにおいてサウジカップを含む1日で6つの重賞競走を実施。時期は2月下旬。
- ドバイワールドカップミーティング - ドバイにおいてドバイワールドカップを含む1日で5つのG1競走を実施。時期は3月最終土曜日。
- 香港チャンピオンズデー - 香港においてクイーンエリザベス2世カップを含む1日で3つのG1競走を実施。時期は4月最終日曜日。
- ロイヤルアスコット開催 - イギリスにおいて5日間で8つのG1競走を実施。時期は6月中旬。
- アイリッシュチャンピオンズフェスティバル - アイルランドにおいてアイリッシュチャンピオンステークスを含む2日間で10の重賞競走を実施。時期は9月上旬。
- 凱旋門賞ウィークエンド - フランスにおいて凱旋門賞を含む2日間で8つのG1競走を実施。時期は10月の第1日曜日とその前日の土曜日。
- ブリティッシュ・チャンピオンズデー - イギリスにおいてチャンピオンステークスを含む1日で5つの重賞競走を実施。時期は10月下旬。
- フューチャー・チャンピオンズデー - イギリスにおいて上記のブリティッシュ・チャンピオンズデーから派生する形で2歳戦を主として、2日で9つの重賞競走を実施。開催時期は10月第2週。
- ブリーダーズカップ - アメリカにおいてブリーダーズカップ・クラシックを含む2日間で14のG1競走を実施。時期は10月下旬 - 11月上旬。
- 香港国際競走 - 香港において香港カップを含む1日で4つのG1競走を実施。時期は12月第2日曜。